# Passalus pugionatus
Passalus pugionatus là một loài bọ cánh cứng trong họ Passalidae. Loài này được Burmeister miêu tả khoa học năm 1847.